# Kensington (Band)
Kensington ist eine niederländische Rockband aus Utrecht. Mit drei Nummer-eins-Alben und drei Edison-Auszeichnungen gehören sie zu den erfolgreichsten niederländischen Rockmusikern der 2010er Jahre.

## Bandgeschichte

### Anfänge und Durchbruch 2013
Kensington wurde 2005 von Sänger und Gitarrist Casper Starreveld, Bassist Jan Haker und Schlagzeuger Lucas Lenselink gegründet. Wenig später schloss sich Eloi Youssef als Gitarrist an und wurde zum zweiten Sänger der Band. In kurzer Folge veröffentlichten sie zwei EPs, sie traten beim landesweiten Städtefestival Popronde auf und tourten als Vorband einer US-Band in den Niederlanden. Lenselink, dem die Bandtätigkeit zu aufwendig wurde, ging nach zwei Jahren wieder. Für ihn kam Niles Vandenberg und vervollständigte das endgültige Line-up.
Es folgten weitere Festivalauftritte und eine weitere EP, die ihnen das Interesse von Bladerunner/EMI und einen Plattenvertrag brachte. Das Label verhalf ihnen zu Auftritten als Support von Razorlight, My Chemical Romance und den Wombats. Nick Baines von den Kaiser Chiefs und der britische Produzent James Kenosha halfen ihnen bei der Fertigstellung ihres Debütalbums. Mit Youth, dem Titelsong der letzten EP, und Let Go, der Vorabsingle zum Album, hatten sie kleinere Achtungserfolge in den Dutch Charts, bevor sie im April 2011 mit Borders in die niederländischen Albumcharts eintraten. Mit Platz 67 als bester Platzierung hielt sich der Erfolg aber noch in Grenzen.
Trotzdem folgten weitere große Auftritte auch im Ausland, z. B. in Indonesien und beim Exit-Festival in Serbien. Schließlich brachte das kalifornische Label Zip Records ihr Album in den Vereinigten Staaten heraus, wo sie ebenfalls einige Shows absolvierten. Schließlich begannen sie noch im selben Jahr in Berlin mit den Aufnahmen für ihr zweites Album. Vultures erschien im Mai 2012 und schien erst einmal ein zweiter Misserfolg. Nach vier Wochen hatte es die Charts verlassen, ohne mehr als Platz 19 zu erreichen. Erst mit der Singleauskopplung von Home Again zum Jahresbeginn 2013 kam die Wende. Das Lied wurde der erste Top-40-Hit der Band. Das Album kehrte in die Charts zurück und setzte sich fest, im April sprang es auf Platz 7 und im August erreichte es die Höchstplatzierung 6. Mit Unterbrechungen war es etwas mehr als zwei Jahre in den Top 100 und ziemlich genau drei Jahre nach Erstveröffentlichung war es das letzte Mal platziert. Das Album erschien auch in Belgien und den deutschsprachigen Ländern.

### 2020 bis 2022
Während der COVID-19-Pandemie wurde es etwas ruhiger um die Band, die viel von ihren Liveauftritten profitierte. Trotzdem veröffentlichten sie Ende 2021 ein live aufgenommenes Unplugged-Album, mit dem sie auf Platz 4 der Charts kamen. Im selben Jahr gab Eloi Youssef bekannt, die Band im darauffolgenden Jahr zu verlassen – nach einem letzten gemeinsamen Konzert im ausverkauften Ziggo Dome.

## Auszeichnungen und Nummer-eins-Alben
Kensington erhielten im Jahr 2013 ihre ersten größeren Auszeichnungen, unter anderem bei den 3FM Awards die Preise als Newcomer, als Liveband und für das Album des Jahres. Bei den MTV Awards werden sie als beste niederländische Interpreten geehrt.
Übertroffen wurde das alles noch einmal vom dritten Album Rivals, das im August 2014 erschien. Mit dem Erfolg im Rücken stieg es sofort auf Platz 1 ein, einen Großteil des nächsten Jahres verbrachte es in den Top 10 und insgesamt brachte es das Album auf über 280 Chartwochen, also etwa fünfeinhalb Jahre in den Top 100. Es brachte ihnen auch ihren ersten Edison, den wichtigsten nationalen Musikpreis, in der Kategorie Rock. Die Single War war ihr erster Top-10-Hit und vier weitere Lieder des Albums kamen in die Top 40. Die Single All or Nothing war die einzige, die sich auch in Belgien, im niederländischsprachigen Teil, in den Charts platzieren konnte. Das Album hielt sich dort aber auch über ein Jahr in den Charts, beste Platzierung war 30.
Ende 2016 folgte mit Control das zweite Nummer-eins-Album der Band, das sich nicht so lange in den Charts hielt, aber trotzdem ähnlich erfolgreich war und ihnen den zweiten Edison brachte. Mit Platz 26 war es auch ihr bestplatziertes in Belgien. Weiter vier Top-40-Hits brachte es hervor.
Bis zum fünften Album Time ließen sich Kensington etwas mehr Zeit, es erschien Ende 2019, drei Jahre nach dem Vorgänger. Es war das dritte Nummer-eins-Album in Folge und brachte den dritten Rock-Edison. Der Song Uncharted wurde ihr zweiter Top-10-Hit.

## Mitglieder

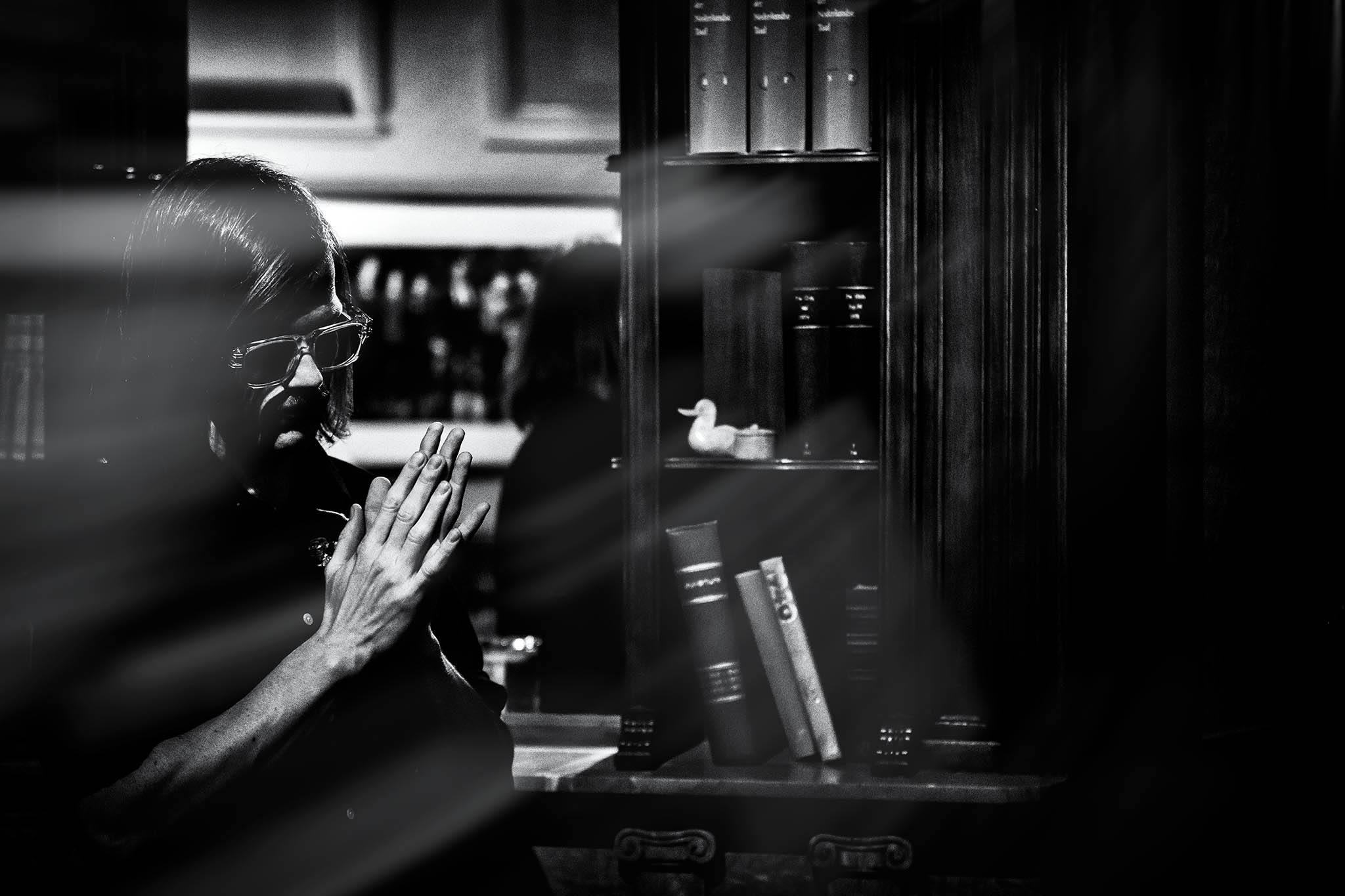
Jan Haker
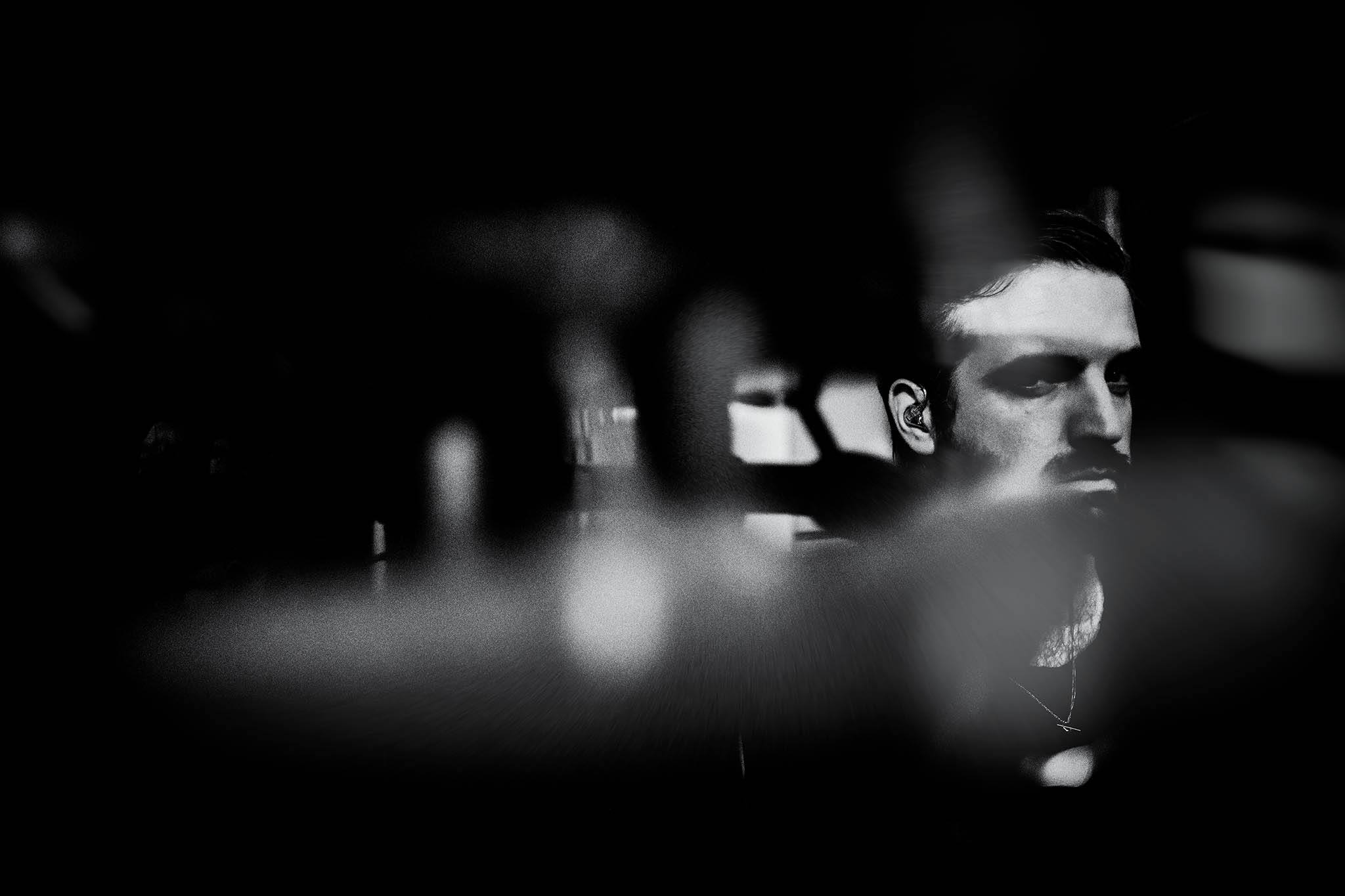
Casper Starreveld
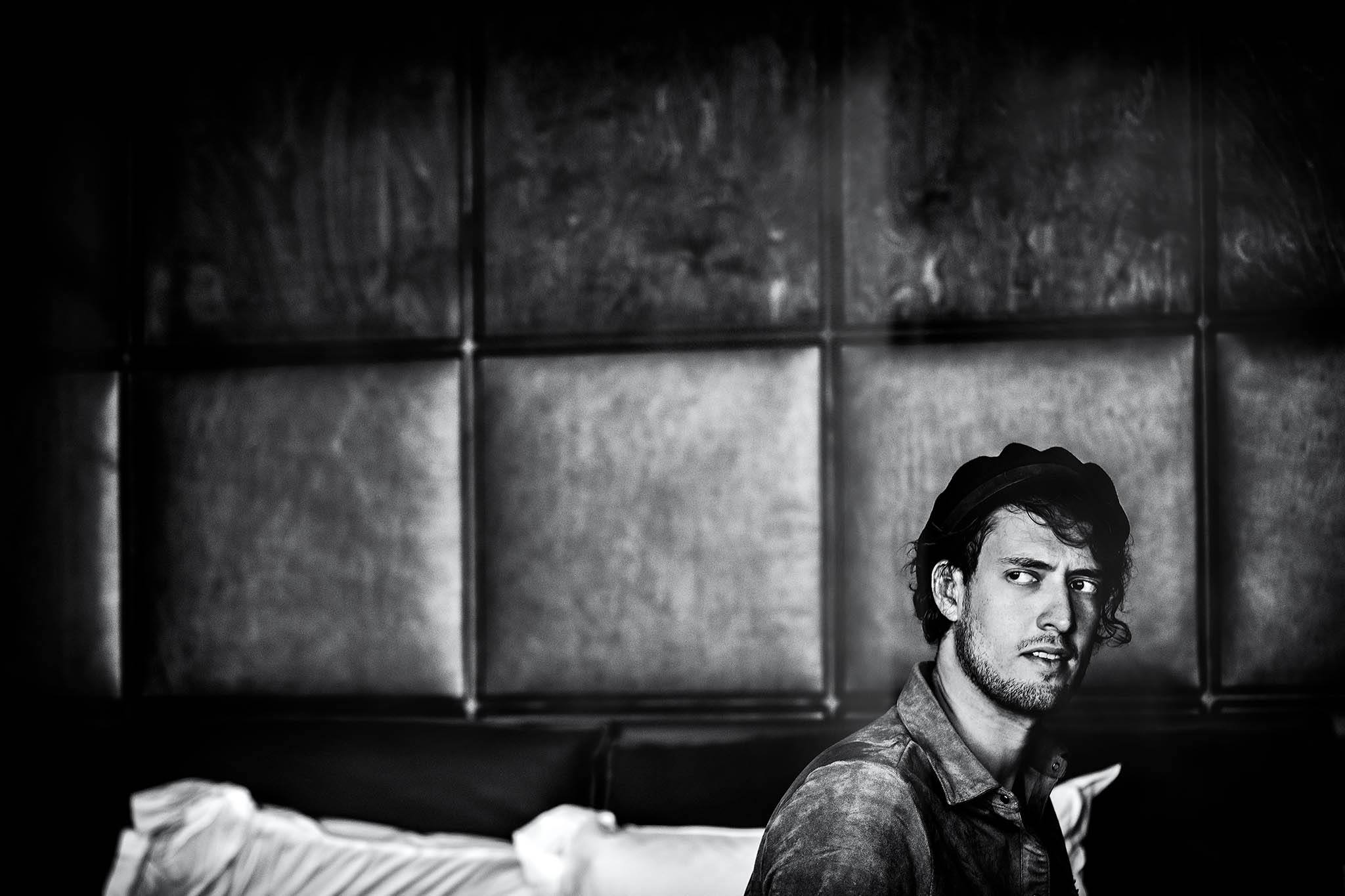
Eloi Youssef (bis 2022)
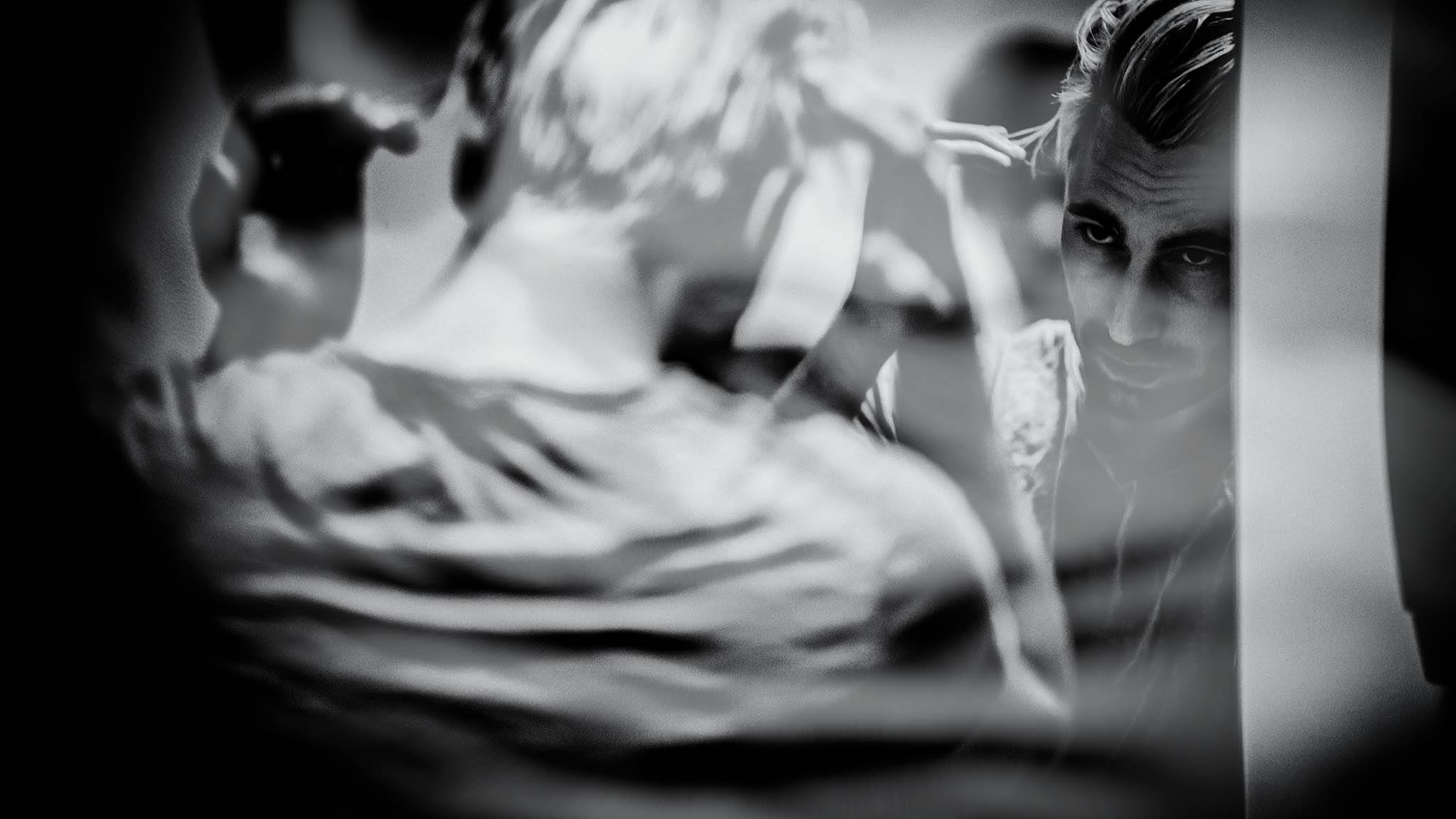
Niles Vandenberg

## Diskografie

### Alben
| Jahr | Titel            | Höchstplatzierung, Gesamtwochen, AuszeichnungChartplatzierungen (Jahr, Titel, Platzierungen, Wochen, Auszeichnungen, Anmerkungen) | Höchstplatzierung, Gesamtwochen, AuszeichnungChartplatzierungen (Jahr, Titel, Platzierungen, Wochen, Auszeichnungen, Anmerkungen) | Anmerkungen                                       |
| Jahr | Titel            | NL | BEF | Anmerkungen                                       |
| ---- | ---------------- | --- | --- | ------------------------------------------------- |
| 2010 | Borders          | NL67 (3 Wo.)NL | — | Erstveröffentlichung: 19. Juli 2010               |
| 2012 | Vultures         | NL6 Gold · (109 Wo.)NL | — | Erstveröffentlichung: 11. Mai 2012                |
| 2014 | Rivals           | NL1 Platin · (289 Wo.)NL | BEF30 (65 Wo.)BEF | Erstveröffentlichung: 8. August 2014              |
| 2016 | Control          | NL1 ×3Dreifachplatin · (182 Wo.)NL                                                                                                | BEF26 (21 Wo.)BEF | Erstveröffentlichung: 28. Oktober 2016            |
| 2019 | Time             | NL1 Platin · (52 Wo.)NL | BEF34 (1 Wo.)BEF | Erstveröffentlichung: 15. November 2019           |
| 2021 | Unplugged – Live | NL4 (4 Wo.)NL | — | Erstveröffentlichung: 26. November 2021 Livealbum |
| 2022 | Greatest Hits    | NL1 (5 Wo.)NL | — | Erstveröffentlichung: 26. August 2022 Kompilation |

Weitere Alben
- An Introduction to … (EP, 2006)
- Kensington E. P. (EP, 2007)
- Youth (EP, 2008)
- Live at the Johan Cruijff Arena 2018 (Livealbum, 2018)

### Singles
| Jahr | Titel Album            | Höchstplatzierung, Gesamtwochen, AuszeichnungChartsChartplatzierungen (Jahr, Titel, Album, Platzierungen, Wochen, Auszeichnungen, Anmerkungen) | Anmerkungen                                  |
| Jahr | Titel Album            | NL | Anmerkungen                                  |
| ---- | ---------------------- | --- | -------------------------------------------- |
| 2013 | Home Again Vultures    | NL33 Platin · (5 Wo.)NL |                                              |
| 2014 | Streets Rivals         | NL22 Platin · (11 Wo.)NL |                                              |
| 2014 | All for Nothing Rivals | NL35 (4 Wo.)NL | Platz 47 in den belgischen Charts (Flandern) |
| 2014 | War Rivals             | NL7 ×3Dreifachplatin · (29 Wo.)NL |                                              |
| 2015 | Done with It Rivals    | NL19 (15 Wo.)NL |                                              |
| 2015 | Riddles Rivals         | NL23 Gold · (22 Wo.)NL |                                              |
| 2015 | Heading Up High        | NL12 Platin · (21 Wo.)NL | Armin van Buuren featuring Kensington        |
| 2016 | Do I Ever Control      | NL14 (20 Wo.)NL |                                              |
| 2016 | Sorry Control          | NL15 (17 Wo.)NL |                                              |
| 2017 | Bridges Control        | NL30 (9 Wo.)NL |                                              |
| 2017 | Fiji Control           | NL31 (5 Wo.)NL |                                              |
| 2019 | Bats Time              | NL33 (4 Wo.)NL | Erstveröffentlichung: 23. Mai 2019           |
| 2019 | What Lies Ahead Time   | NL23 (9 Wo.)NL | Erstveröffentlichung: 29. August 2019        |
| 2019 | Uncharted Time         | NL10 (20 Wo.)NL | Erstveröffentlichung: 8. November 2019       |
| 2025 | A Moment –             | NL19 (8 Wo.)NL | Erstveröffentlichung: 16. Januar 2025        |

Weitere Lieder
- Youth (2008)
- When It All Falls Down (2010)
- Let Go (2011)
- We Are the Young (2011)
- Send Me Away (2012)
- No Way Out (2012)
- Don’t Look Back (2012)
- No Way Out (2012)
- Ghosts (2013)
- Slicer (2018)